# Uharte Arakil
Uharte Arakil (o Huarte-Araquil in castigliano) è un comune spagnolo di 785 abitanti situato nella comunità autonoma della Navarra.